# Liste der Biografien/Strab
Liste der Biografien |
Portal Biografien |
Personensuche
# |
A |
B |
C |
D |
E |
F |
G |
H |
I |
J |
K |
L |
M |
N |
O |
P |
Q |
R |
S |
T |
U |
V |
W |
X |
Y |
Z |
?
 
Sa |
Sb |
Sc |
Sd |
Se |
Sf |
Sg |
Sh |
Si |
Sj |
Sk |
Sl |
Sm |
Sn |
So |
Sp |
Sq |
Sr |
Ss |
St |
Su |
Sv |
Sw |
Sy |
Sz
 
Sta |
Ste |
Sth |
Sti |
Stj |
Stl |
Sto |
Str |
Sts |
Stt |
Stu |
Stv |
Stw |
Sty
 
Stra |
Strb |
Stre |
Strg |
Stri |
Strl |
Strm |
Strn |
Stro |
Strp |
Stru |
Stry |
Strz
 
Straa |
Strab |
Strac |
Strad |
Strae |
Straf |
Strag |
Strah |
Strai |
Straj |
Strak |
Stral |
Stram |
Stran |
Strap |
Stras |
Strat |
Strau |
Strav |
Straw |
Strax |
Stray |
Straz
Die Liste der Biografien führt alle Personen auf, die in der deutschsprachigen Wikipedia einen Artikel haben. Dieses ist eine Teilliste mit 5 Einträgen von Personen, deren Namen mit den Buchstaben „Strab“ beginnt.

## Strab
- Sträb, Karl (1858–1939), Lehrer und Heimatkundler

### Strabe
- Strabel, Herbert (1927–2017), deutscher Filmarchitekt und Oscar-Preisträger

### Strabo
- Strabo Aemilianus, römischer Suffektkonsul (156)
- Strabo Erucius Homullus, Terentius, römischer Suffektkonsul (83)
- Strabon, griechischer Geschichtsschreiber und Geograph